# Конституционный суд Латвии
Конституцио́нный су́д Ла́твии (латыш. Latvijas Republikas Satversmes tiesa) — орган конституционного контроля в Латвии. Действует с 1997 года, частные лица имеют возможность обращаться в суд с 2001 года. 
Состоит из семи судей, назначаемых Сеймом (трёх — выдвигаемых депутатами Сейма, двух — по представлению Правительства, двух — по представлению Верховного суда) сроком на 10 лет (судьи не могут занимать должность более десяти лет подряд). Председателя Конституционного суда избирают сами судьи. Первым председателем суда был Айварс Эндзиньш, с 2000 года (ранее он же был и. о. председателя) по 2007 год, с 2007 года по 2014 год этот пост занимал Гунарс Кутрис, в 2014 году — Айя Бранта, c 2014 по 2017 год — Алдис Лавиньш, с 2017 по 2020 год — Инета Зиемеле.

## Состав
По состоянию на апрель 2021 года состав суда выглядит следующим образом:
- Санита Осипова, председатель с 2020 г., судьёй избрана в 2011 г.
- Алдис Лавиньш, судьёй избран в 2014 г.
- Янис Нейманис, избран в 2016 г., вступил в должность судьи в 2017 г.
- Дайга Резевска, избрана в 2015 г., вступила в должность судьи в 2016 г.
- Гунарс Кусиньш[латыш.], избран в 2014 г.
- Артурс Кучс, избран в 2016 г., вступил в должность судьи в 2017 г.
- Анита Родиня, судьёй избрана в 2021 г.